# 420 (культура употребления марихуаны)

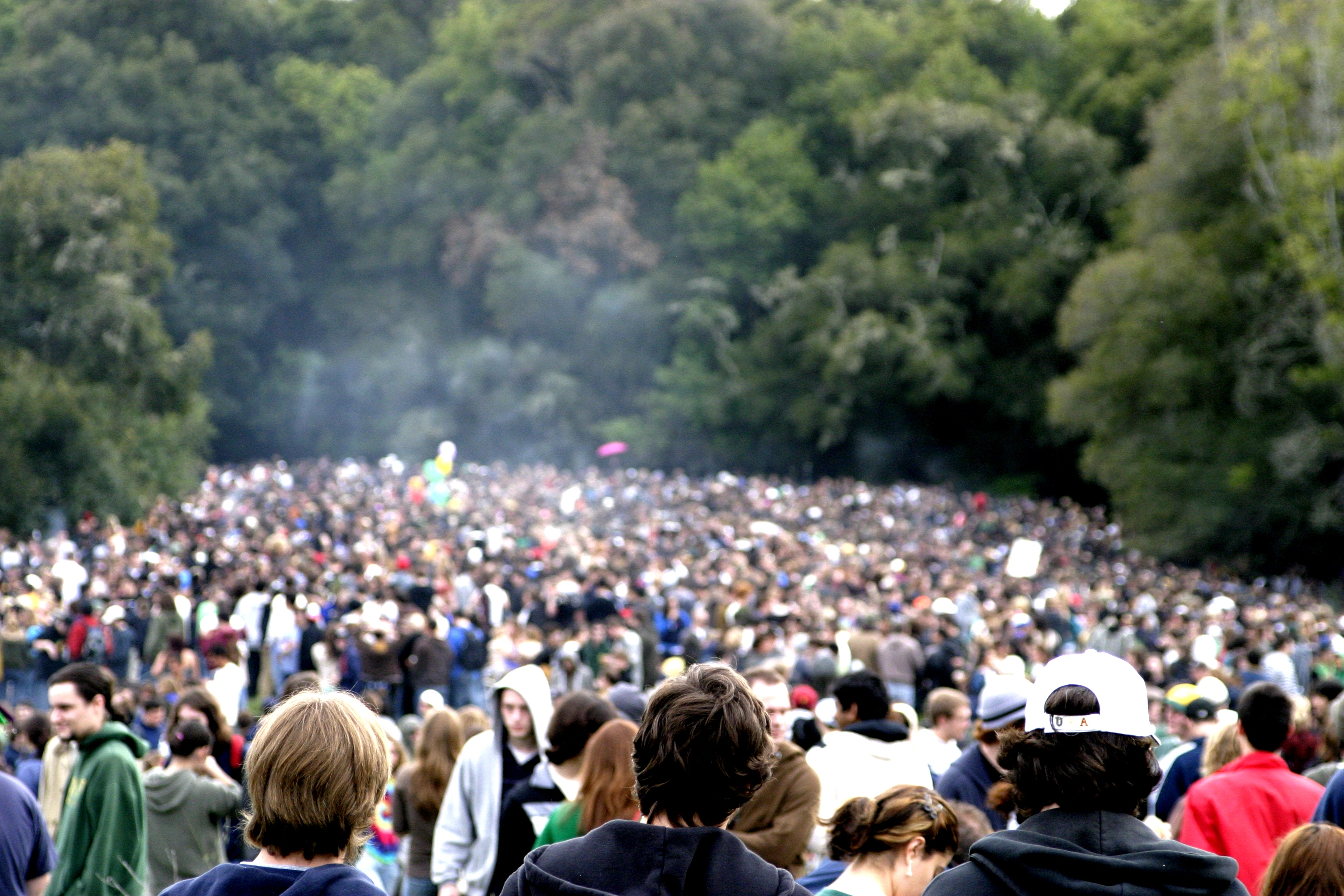
Празднование 20 апреля в Санта Круз, Калифорния (2007 г.)

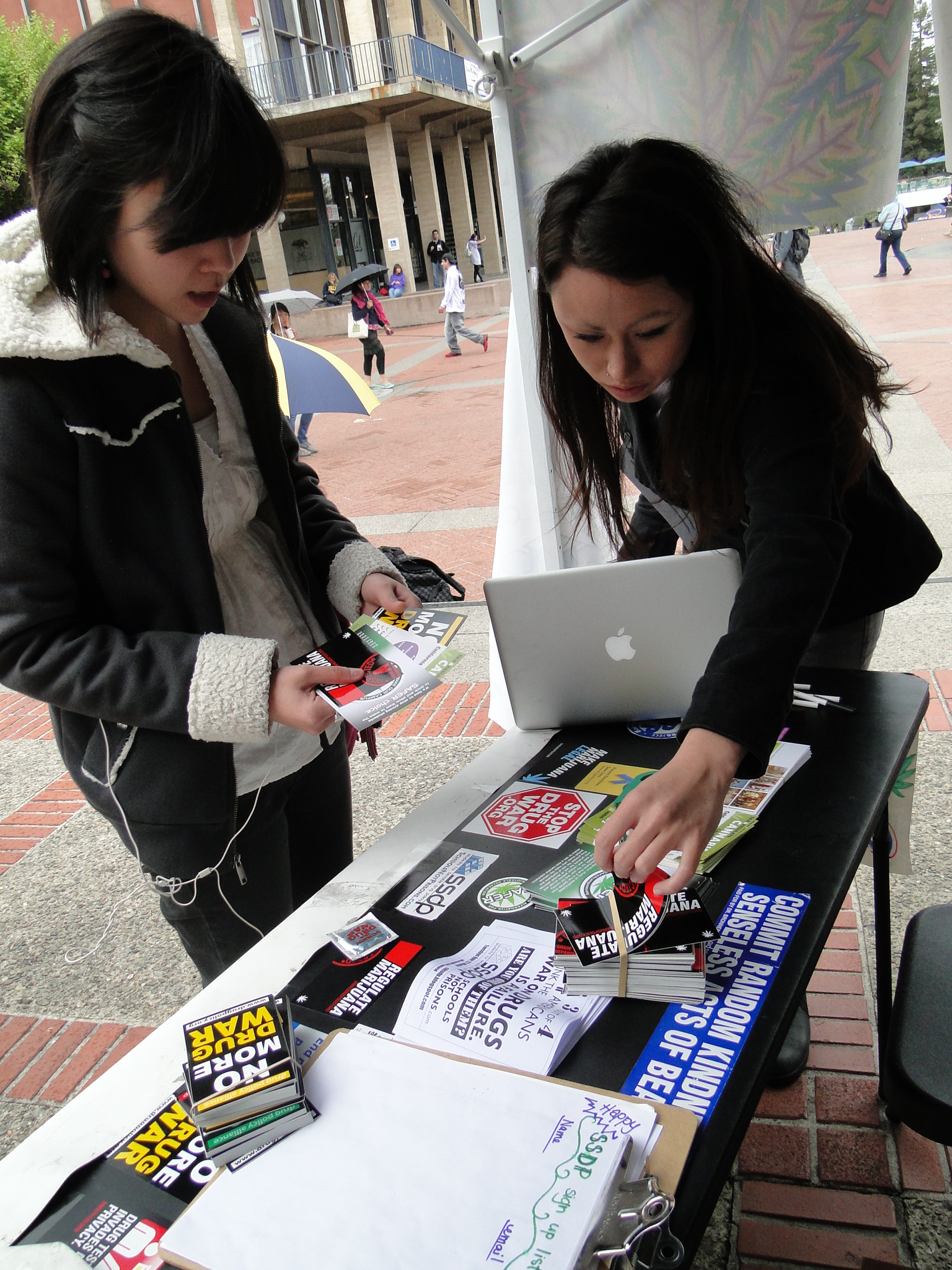
Член SSDP раздаёт печатную продукцию, посвящённую культуре употребления марихуаны, 20 апреля 2010 года в Калифорнийском университете в Беркли

420 (произносится «four-twenty» — «четыре-двадцать») — термин, используемый в североамериканской субкультуре для обозначения популярного времени курения марихуаны. Означает время 04:20 и 16:20 (4 ч. 20 м.).
В это время  представители данной культуры обычно собираются для того, чтобы провести время, покурить коноплю вместе или же обсудить политику государства, в котором они живут, в отношении марихуаны.
В более широком смысле, «420» используется в сленге для обозначения употребления марихуаны, а также является одним из способов идентификации принадлежности к контркультуре.

## Происхождение
Хотя существует много различных теорий происхождения термина, широкое распространение он получил в 1971 году, когда группа подростков в Сан-Рафаэль Хай Скул (англ. San Rafael High School (Сан-Рафаэль, Калифорния) собиралась в это время после школы, чтобы покурить коноплю возле статуи Луи Пастера.
Выражение стало частью приветствия их группы «420 Луи!» (англ. «420 Louis!»), и стало популярным в конце 80-х благодаря фанатам «The Grateful Dead».
Множество курильщиков конопли из Северной Америки продолжают встречаться в 16:20, чтобы покурить коноплю сообща. С ростом употребления термина 420, он также распространился и на дату 20 апреля («4/20» в сокращённом формате записи даты в США).
Этот день стал контркультурным праздником, когда принято собираться и употреблять коноплю вместе. В некоторых районах такой праздник совпадает с Неделей Земли (англ. Earth Week).

## Кампания «420»
Кампания «420» призывает людей участвовать в политическом процессе с целью легализации марихуаны. Особенно популярен призыв «сделать 20 апреля ежегодной отправной точкой для консолидации мероприятий по давлению на Конгресс с целью легализации марихуаны».
Такие организации, как NORML (National Organization for the Reform of Marijuana Laws), SAFER (Safer Alternative for Enjoyable Recreation), и SSDP (Students for Sensible Drug Policy) уже используют 20 апреля для пропаганды необходимости политической реформы относительно статуса марихуаны в обществе.
В штате Колорадо дистанционный столб «420-я миля» на 70-й магистрали пришлось заменить на «Миля 419,99» из-за частого воровства знака.